# Ferdinand (film)
Ferdinand  este un film american 3D generat pe computer, de comedie și aventură produs de Blue Sky Studios și distribuit de 20th Century Fox. Filmul este bazat pe cartea pentru copii Povestea lui Ferdinad, scrisă de Munro Leaf și Robert Lawson. Scenariul îi aparține lui Robert L. Baird, Tim Federle și Brad Copeland, iar regia îi aparține lui Carlos Saldanha. Distribuția în varianta originală le aparține lui John Cena în rolul eroului eponim, împreună cu Kate McKinnon, Anthony Anderson, Bobby Cannavale, Peyton Manning, Gina Rodriguez, Daveed Diggs, Gabriel Iglesias, Miguel Ángel Silvestre și David Tennant. Povestea se conturează în jurul unui taur pacifist denumit Ferdinad care refuză să lupte în coridă, dar care este forțat să își schimbe credințele și alegerile, când sorții îl aduc în fața celui mai mare îmblânzitor de tauri din Spania.

## Dublajul în limba română
- Șerban Pavlu – Ferdinand [6]